# Karol Kossok
Karol Albert Jakub Kossok (ur. 28 stycznia 1907 w Katowicach, zm. 11 marca 1946 w radzieckiej strefie okupacyjnej Niemiec) – polski piłkarz występujący na pozycji napastnika, reprezentant Polski w latach 1928–1932, trener piłkarski, żołnierz Wehrmachtu w okresie II wojny światowej.
Karierę piłkarską rozpoczynał w 1921 roku w juniorach 1. FC Katowice (wówczas FC Preußen 05 Kattowitz). Po dwóch latach został przeniesiony do zespołu seniorów, w którym występował do 1928 roku. W tym czasie Kossok zdobył z drużyną wicemistrzostwo Polski w sezonie 1927. W 1929 roku został zawodnikiem Cracovii, którą reprezentował przez okres dwóch lat. W sezonie 1930 zdobył z „Pasami” tytuł mistrza Polski, zaś z dwudziestoma czterema bramkami został najlepszym strzelcem zespołu. Miał się wówczas spodziewać ze strony klubu „stosownej gratyfikacji”, jednak oczekiwania zakończyły się fiaskiem i odejściem do Pogoni Lwów. Kossok opuścił drużynę po roku, gdyż żądał wyższego honorarium niż był w stanie zaoferować mu klub. Chciał wrócić do Cracovii, jednak Pogoń nie wyraziła zgody na jego zwolnienie. Wobec braku aprobaty, musiał odbyć roczną karencję obejmującą zakaz gry w meczach o punkty i wrócił do „Pasów” w 1933 roku. W sezonie 1934 święcił drugie w karierze wicemistrzostwo kraju. W 1936 roku objął funkcję grającego trenera. Będąc czynnym zawodnikiem rozpoczął w 1935 roku pracę w Polskim Związku Piłki Nożnej w charakterze trenera objazdowego, którą kontynuował przez dwa lata. W 1937 roku prowadził reprezentację Polski w zastępstwie Józefa Kałuży. W latach 1938–1939 był trenerem Polonii Warszawa.

## Kariera piłkarska

### 1. FC Katowice
Kossok urodził się 28 stycznia 1907 roku w Katowicach. Treningi w 1. FC Katowice (wówczas FC Preußen 05 Kattowitz) rozpoczął w wieku czternastu lat w zespole juniorów. Po dwóch latach zagrał w drużynie seniorów w kwalifikacyjnym spotkaniu o wejście do klasy A przeciwko Przyjaciołom Sportu i zdobył w nim jedyną bramkę dającą zwycięstwo. Kossok został od tego momentu na stałe włączony do kadry seniorów.
W sezonie 1927 1. FC Katowice grało w I lidze. Polską ligę utworzono wówczas na zasadzie „typowania uczestników godnych elitarnych rozgrywek i gotowych ponieść koszta związane z całorocznymi konfrontacjami na terenie kraju”. Kossok zadebiutował w I lidze 3 kwietnia 1927 roku w wygranym 0:7 meczu z Ruchem Chorzów, zaś pierwszego gola strzelił w tymże spotkaniu. Zdobył w tej rywalizacji jeszcze dwie bramki, dzięki czemu skompletował hat tricka. Inne źródła podają informację, jakoby Kossok strzelił w tym meczu cztery bramki, przez co miał być pierwszym piłkarzem w historii I ligi z tą ilością trafień w jednym spotkaniu. 1. FC Katowice zakończyło debiutanckie rozgrywki ligowe z tytułem wicemistrza Polski. Kossok wystąpił w siedemnastu meczach i był autorem trzynastu trafień, dzięki czemu był trzecim najlepszym strzelcem zespołu.
W lutym 1928 roku Kossok strzelił pięć bramek w wygranym 9:3 meczu towarzyskim z Naprzodem Lipiny. W sierpniu zastąpił w 65. minucie Emila Görlitza na pozycji bramkarza w ligowej rywalizacji z Czarnymi Lwów. W listopadzie został zawieszony przez klub na spotkanie przeciwko Pogoni Lwów (1:0, 4 listopada 1928). W sezonie 1928 1. FC Katowice zajęło na zakończenie rozgrywek piąte miejsce w tabeli ligowej. Kossok zagrał w dwudziestu sześciu meczach i strzelił szesnaście bramek, dzięki czemu był najlepszym strzelcem zespołu. Po zakończeniu sezonu przeszedł do Cracovii. Zdaniem Jerzego Herischa, Kossok odszedł z 1. FC Katowice, ponieważ chciał być kimś w polskim futbolu, a tego gra w „niemieckim” klubie nie gwarantowała.

### Cracovia

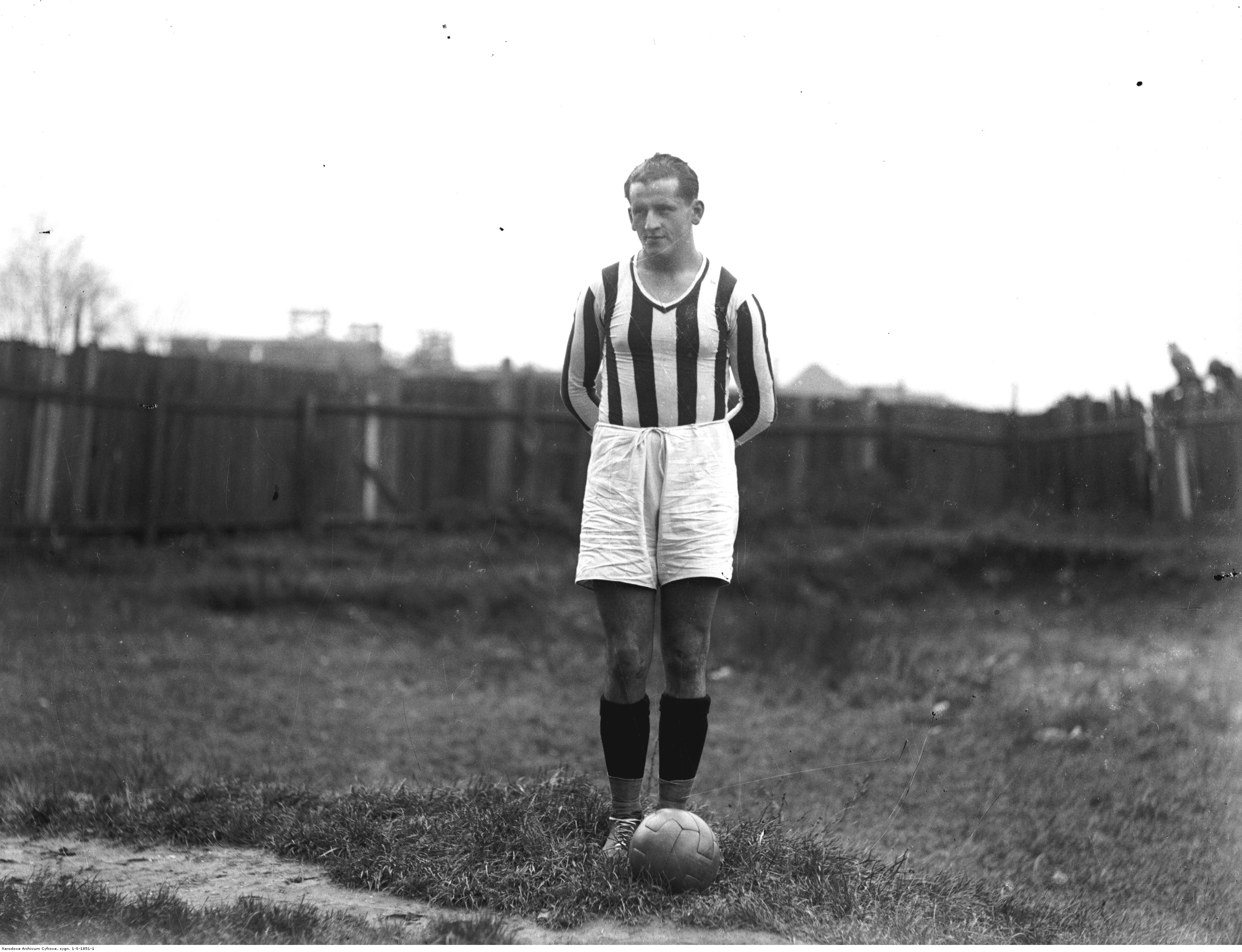
Kossok w barwach Cracovii

Kossok trafił do Cracovii w sezonie 1929. Powodem, dla którego zmienił przynależność klubową miała być „możliwość współgrania z dwójką słynnych techników Kałużą i Sperlingiem”, dzięki czemu mógł osiągnąć „maksimum zadowolenia sportowego”. Swój wybór argumentował również realizacją pragnienia ojca, który chciał, aby synowie grali w barwach polskich drużyn. Ponadto otrzymał dobrze płatną pracę w dyrekcji krakowskiej kolei, jednak musiał stanąć przed komisją, której miał udowodnić fakt, że poprzez przyjęcie pracy na stanowisku urzędnika kolejowego sprzeniewierza się zasadom amatorstwa. Kossok zadebiutował oficjalnie w „Pasach” 19 maja 1929 roku w wygranym 5:0 meczu szóstej kolejki ligowej przeciwko Warcie Poznań. Pierwszą bramkę dla Cracovii zdobył w tymże spotkaniu. W czerwcu doznał kontuzji uda w konfrontacji z Wisłą Kraków (3:1, 9 czerwca 1929), przez co nie zagrał w trzech kolejkach ligowych. W listopadzie był autorem hat tricka w wygranym pojedynku z Czarnymi Lwów (8:0, 1 listopada 1929). Cracovia zajęła na zakończenie rozgrywek szóste miejsce w tabeli ligowej. Kossok zagrał w piętnastu spotkaniach i strzelił siedemnaście bramek, dzięki czemu był najlepszym strzelcem w drużynie. W grudniu zdobył trzy gole w wygranym meczu towarzyskim z Legią Kraków (9:2, 15 grudnia 1929).
W sezonie 1930 Kossok przejął funkcję kapitana drużyny po Józefie Kubińskim. W marcu 1930 roku strzelił trzy bramki w towarzyskim spotkaniu z Bielitz-Bialaer Sport Verein Bielsko (6:0, 16 marca 1930). W kwietniu trzykrotnie pokonał Hermana Kremera w ligowym meczu rozegranym przeciwko Ruchowi Chorzów (3:0, 6 kwietnia 1930). W maju strzelił bramkę bezpośrednio z rzutu rożnego w konfrontacji z Pogonią Lwów (0:2, 25 maja 1930). W sierpniu zdobył hat tricka w meczu z ŁTSG–em Łódź (0:5, 3 sierpnia 1930) i Warszawianką (3:0, 17 sierpnia 1930), natomiast w sparingu z Giewontem Zakopane był autorem jedenastu trafień (0:21, 9 sierpnia 1930). W listopadzie strzelił dwie bramki w spotkaniu z Czarnymi Lwów (2:1, 23 listopada 1930), dzięki którym Cracovia wygrała pojedynek i na kolejkę przed zakończeniem sezonu 1930 została mistrzem Polski. Kossok wystąpił we wszystkich dwudziestu dwóch meczach ligowych w pełnym wymiarze czasowym i zdobył dwadzieścia cztery bramki. Był tym samym najlepszym strzelcem zespołu oraz rozgrywek ligowych. Po udanym sezonie miał spodziewać się ze strony klubu „stosownej gratyfikacji”, jednak oczekiwania zakończyły się fiaskiem i odejściem z klubu.

### Pogoń Lwów
Kossok trafił do Pogoni Lwów w sezonie 1931, której podobno sam miał zaoferować swoje usługi. W marcu Pogoń zwyciężyła 9:1 z Ukrainą Lwów i 7:0 Drugim Sokół w przedsezonowych meczach towarzyskich, w których Kossok zdobył po cztery gole. W barwach nowego zespołu zadebiutował oficjalnie 19 kwietnia 1931 roku w wygranym 5:1 meczu ligowym przeciwko Warszawiance, zaś pierwszą bramkę strzelił w tymże spotkaniu. We wrześniu był autorem trafienia w konfrontacji z Czarnymi Lwów (1:1, 6 września 1931) i zapoczątkował w ten sposób serię ośmiu kolejnych meczów ligowych ze strzelonym golem. W wygranym pojedynku Warszawianką zdobył w pierwszej połowie hat tricka (1:3, 19 września 1931). Wyczyn ten powtórzył w październiku podczas wygranego 5:1 sparingu z Hasmoneą Lwów. Pogoń zakończyła rozgrywki ligowe na czwartym miejscu w tabeli. Kossok zagrał we wszystkich dwudziestu dwóch meczach i strzelił tyle samo bramek, dzięki czemu był najlepszym strzelcem zespołu. W klasyfikacji na najlepszego strzelca ligi zajął drugie miejsce. Z drużyny odszedł po sezonie, ponieważ żądał wyższego honorarium niż był w stanie zaoferować mu klub. Kossok chciał wrócić do Cracovii, jednak Pogoń nie zgodziła się na jego zwolnienie. Zgodnie z ówczesnymi przepisami, wobec braku aprobaty, musiał odbyć roczną karencję obejmującą zakaz gry w meczach o punkty.

### Powrót do Cracovii
Kossok trafił ponownie do Cracovii po rocznej karencji. Pierwszy oficjalny mecz po powrocie zagrał 2 kwietnia 1933 roku przeciwko Podgórzu Kraków, który został wygrany przez „Pasy” 3:0, zaś Kossok był w nim autorem jednej z bramek. W maju podczas spotkania ligowego z Wartą Poznań (4:1, 14 maja 1933) doznał po faulu Konrada Ofierzyńskiego wysięku w stawie kolanowym. W wyniku odniesionej kontuzji Kossok nie wybiegł na boisko do końca rozgrywek ligowych. Zagrał w trzech meczach i zdobył jedną bramkę, zaś Cracovia zakończyła sezon 1933 na czwartym miejscu w tabeli.
W marcu 1934 roku Kossok strzelił trzy bramki w meczu towarzyskim z Pogonią Katowice (3:1, 11 marca 1934). Na przełomie kwietnia i maja wystąpił w trzech kolejkach ligowych, po czym doświadczył trzymiesięcznej przerwy w rozgrywkach. Poprzez odnawiający się uraz z ubiegłego sezonu, Kossok został w czerwcu trenerem krakowskiego i kieleckiego okręgu piłkarskiego. Wbrew doniesieniom prasowym nie zakończył kariery piłkarskiej, gdyż w wyniku porozumienia z Polskim Związkiem Piłki Nożnej otrzymał zapewnienie, że w każdej chwili może wrócić na boisko jako czynny zawodnik. W sierpniu wystąpił po odbytej przerwie w ligowym spotkaniu z Podgórzem Kraków (3:1, 2 sierpnia 1934). We wrześniu prowadził treningi piłkarskie klubów w Częstochowie, zaś w październiku przystąpił do pracy w Zagłębiu Dąbrowskim. W listopadzie strzelił cztery gole i nie wykorzystał rzutu karnego w konfrontacji z Polonią Warszawa (5:0, 18 listopada 1934). W sezonie 1934 Cracovia zdobyła wicemistrzostwo Polski. Kossok zagrał w sześciu spotkaniach ligowych i strzelił pięć bramek, dzięki czemu był trzecim najlepszym strzelcem drużyny.
W listopadzie 1935 roku Kossok został zdyskwalifikowany na dwa tygodnie przez wydział gier i dyscypliny Polskiego Związku Piłki Nożnej za brutalną grę w czasie spotkania z Wartą Poznań (3:1, 10 listopada 1935). Zagrał jednak w ostatniej kolejce ligowej, w której „Pasy” podejmowały Ruch Chorzów (1:1, 17 listopada 1935). Zwycięstwo w tym spotkaniu dałoby Cracovii utrzymanie w lidze, jednak remis dał jej dziesiąte miejsce w tabeli i oznaczał spadek do A klasy. Kossok wystąpił w sześciu meczach i strzelił dwie bramki.
W 1936 roku Kossok objął funkcję grającego trenera. Rozgrywki A klasy toczyły się w sezonie 1935/1936 systemem jesień–wiosna, przeciwnie aniżeli rozgrywki I ligi. Cracovia dołączyła do rozgrywek w połowie sezonu w miejsce usuniętej automatycznie drużyny rezerw, która zdobyła wówczas dziewięć punktów. W czerwcu Kossok strzelił cztery gole w meczu z Wawelem Kraków (8:0, 21 czerwca 1936). „Pasy” zostały mistrzem rundy wiosennej i zakwalifikowały się do rundy finałowej, której wskutek wątpliwości regulaminowych nie rozegrano. Cracovia otrzymała wtenczas prawo do gry w barażach poprzez decyzję Polskiego Związku Piłki Nożnej, który uznał zespół mistrzem okręgu krakowskiego na podstawie wyników sportowych. Kossok zagrał w pięciu meczach A klasy i zdobył w nich osiem bramek. W eliminacjach o prawo do gry w barażach Cracovia zajęła pierwsze miejsce w grupie. W sierpniu Kossok strzelił hat tricka w spotkaniu z RKS–em Hajduki (13:0, 9 sierpnia 1936). W eliminacjach wystąpił w czterech meczach i był autorem sześciu bramek. „Pasy” wróciły do I ligi po wygraniu w kolejnej fazie baraży grupy finałowej, zaś Kossok wystąpił w jednym pojedynku.  W sezonie 1937 Kossok znajdował się w kadrze Cracovii jednak nie zagrał w żadnym spotkaniu

## Kariera reprezentacyjna

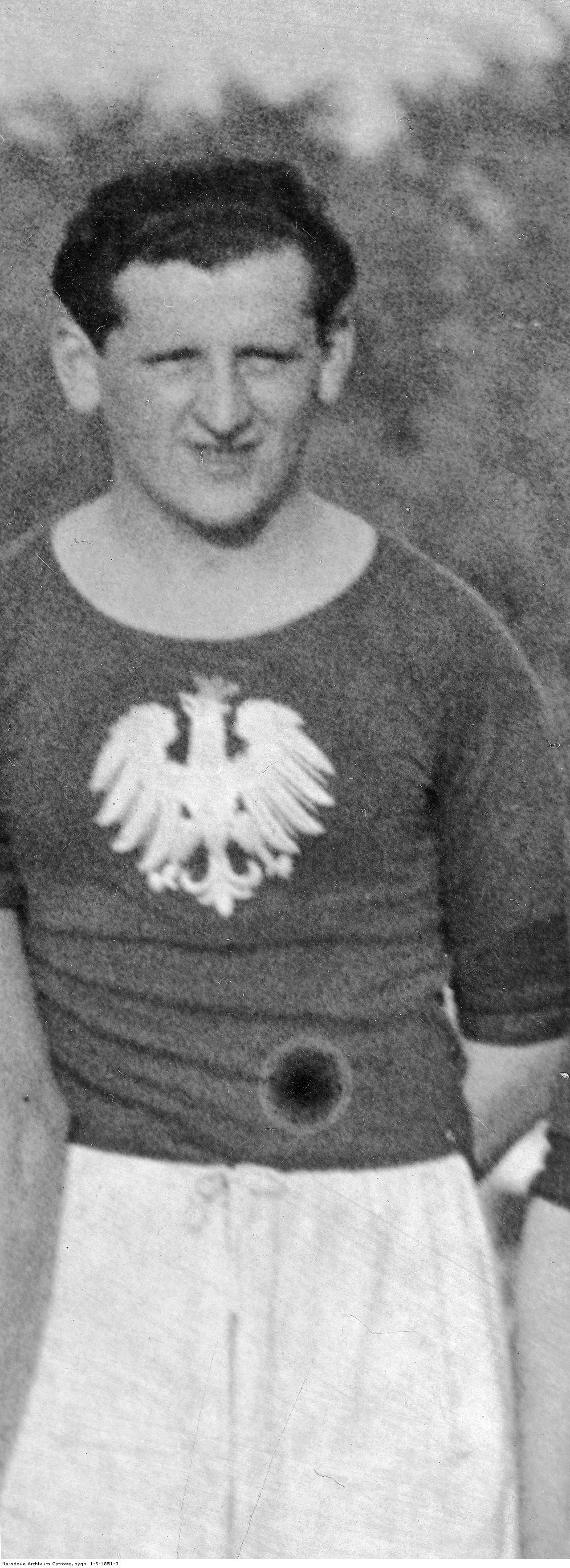
Kossok w stroju reprezentacji Polski

### Reprezentacja Polski
Kossok był reprezentantem Polski w latach 1928–1932. Wystąpił w tym czasie w pięciu meczach i zdobył trzy bramki. Zadebiutował 1 lipca 1928 roku w kadrze prowadzonej przez selekcjonera Tadeusza Kuchara w wygranym 2:1 spotkaniu towarzyskim przeciwko Szwecji, zaś pierwszą bramkę zdobył 5 lipca 1931 roku w zwycięskim 0:6 meczu z Łotwą. Karierę reprezentacyjną zakończył po wygranym pojedynku z Łotwą (2:1, 2 października 1932), w którym na początku drugiej połowy strzelił gola dla reprezentacji Polski.

## Kariera trenerska

### Cracovia
W sezonie 1936 Kossok został grającym trenerem w Cracovii, która w poprzednich rozgrywkach spadła pod wodzą Aloisa Pulpittela do A klasy. Kossok zadebiutował na ławce trenerskiej „Pasów” 29 marca 1936 roku w wygranym 4:0 spotkaniu z Fablokiem Chrzanów. Cracovia zakończyła rozgrywki okręgu krakowskiego na pierwszym miejscu z dorobkiem dwudziestu siedmiu punktów (trzynaście zwycięstw, jeden remis; stosunek bramek 56:10). Wskutek decyzji Polskiego Związku Piłki Nożnej „Pasy” awansowały do eliminacji o prawo do gry w barażach na podstawie wyników sportowych. W grupie eliminacyjnej drużyna Kossoka zajęła pierwsze miejsce z dorobkiem jedenastu punktów (pięć zwycięstw, jeden remis; stosunek bramek 36:1), wyprzedzając Pogoń Stryj, RKS Hajduki i Polonię Przemyśl. Cracovia awansowała do I ligi po wygraniu baraży w grupie finałowej. Z dorobkiem dziesięciu punktów (cztery zwycięstwa, dwa remisy; stosunek bramek: 15:4) wyprzedziła w tabeli AKS Chorzów, Śmigły Wilno i Brygadę Częstochowa. Po zakończeniu sezonu drużynę przejął Franciszek Zastawniak.

### Reprezentacja Polski
W połowie 1935 roku Kossok rozpoczął pracę dla Polskiego Związku Piłki Nożnej w charakterze trenera objazdowego. W 1936 roku współpracował z selekcjonerem Józefem Kałużą podczas przygotowań do igrzysk olimpijskich w Berlinie, zaś 10 października 1937 roku prowadził reprezentację w jego zastępstwie w wygranym 2:1 spotkaniu z reprezentacją Łotwy, które rozegrano w Katowicach. Pracę w Polskim Związku Piłki Nożnej kontynuował do końca 1937 roku.

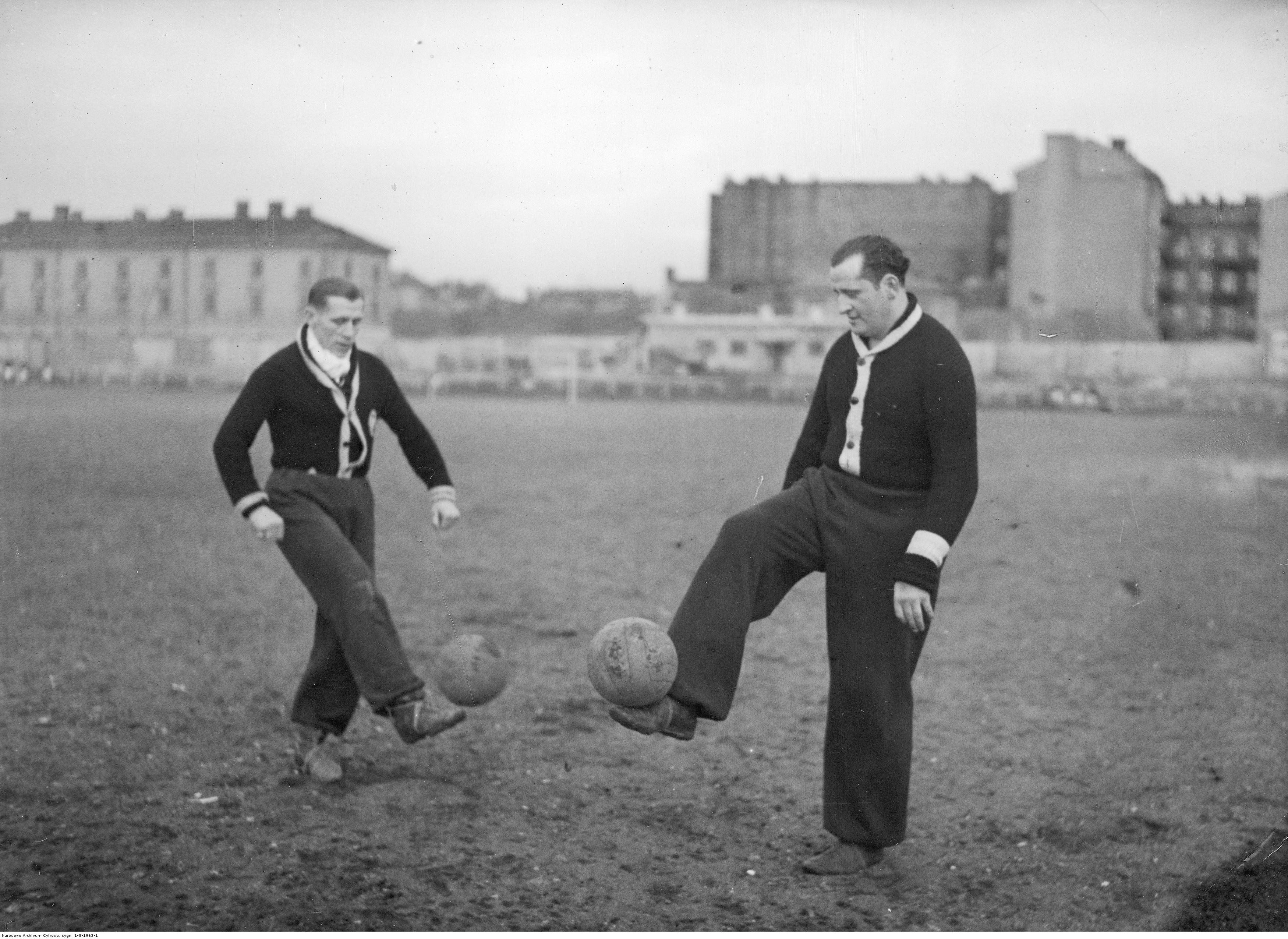
Kossok (z prawej) jako trener Polonii Warszawa

### Polonia Warszawa
Kossok został trenerem Polonii Warszawa w sezonie 1938. Zmienił na tym stanowisku Jerzego Bułanowa, który wywalczył w poprzednim sezonie z „Czarnymi Koszulami” awans do I ligi. Kossok zadebiutował na ławce trenerskiej Polonii 10 kwietnia 1938 roku w przegranym 7:1 spotkaniu z Wartą Poznań. Zespół zajął pod wodzą nowego trenera czwarte miejsce w tabeli na zakończenie rozgrywek ligowych. Lokalna prasa pisała wtenczas o Kossoku, że dokonuje gigantycznej pracy, przekształcając ospałą drużynę w armię bojowników. (...) Wie co robić i dobrze porusza się w każdym miejscu, na murawie i w gabinetach.
W sezonie 1939 rozgrywki ligowe nie zostały dokończone z powodu wybuchu II wojny światowej. Kossok prowadził Polonię w dwunastu kolejkach ligowych. W momencie przerwania rozgrywek drużyna zajmowała siódme miejsce w tabeli.

## Statystyki

### Klubowe (1927–1937)
| Sezon            | Klub             | Liga             | Liga krajowa     | Liga krajowa     | Baraże           | Baraże           | Łącznie          | Łącznie          |
| ---------------- | ---------------- | ---------------- | ---------------- | ---------------- | ---------------- | ---------------- | ---------------- | ---------------- |
| Sezon            | Klub             | Liga             | Mecze            | Bramki           | Mecze            | Bramki           | Mecze            | Bramki           |
| 1927             | 1. FC Katowice   | I Liga           | 17               | 13               | –                | –                | 17               | 13               |
| 1928             | 1. FC Katowice   | I Liga           | 26               | 16               | –                | –                | 26               | 16               |
| 1929             | Cracovia         | I Liga           | 15               | 17               | –                | –                | 15               | 17               |
| 1930             | Cracovia         | I Liga           | 22               | 24               | –                | –                | 22               | 24               |
| 1931             | Pogoń Lwów       | I Liga           | 22               | 22               | –                | –                | 22               | 22               |
| 1932             | niestowarzyszony | niestowarzyszony | niestowarzyszony | niestowarzyszony | niestowarzyszony | niestowarzyszony | niestowarzyszony | niestowarzyszony |
| 1933             | Cracovia         | I Liga           | 3                | 1                | –                | –                | 3                | 1                |
| 1934             | Cracovia         | I Liga           | 6                | 5                | –                | –                | 6                | 5                |
| 1935             | Cracovia         | I Liga           | 6                | 2                | –                | –                | 6                | 2                |
| 1936             | Cracovia         | A klasa          | 5                | 8                | 5                | 6                | 10               | 14               |
| 1937             | Cracovia         | I liga           | –                | –                | –                | –                | –                | –                |
| Podsumowanie     |                  |                  |                  |                  |                  |                  |                  |                  |
| Razem            | 1. FC Katowice   | 1. FC Katowice   | 43               | 29               | –                | –                | 43               | 29               |
| Razem            | Cracovia         | Cracovia         | 57               | 57               | 5                | 6                | 62               | 63               |
| Razem            | Pogoń Lwów       | Pogoń Lwów       | 22               | 22               | –                | –                | 22               | 22               |
| Razem w karierze | Razem w karierze | Razem w karierze | 122              | 108              | 5                | 6                | 127              | 114              |

### Reprezentacja Polski
| Reprezentacja | Rok     | Mecze | Bramki |
| ------------- | ------- | ----- | ------ |
| Polska        | 1928    | 1     | 0      |
| Polska        | 1929    | 0     | 0      |
| Polska        | 1930    | 0     | 0      |
| Polska        | 1931    | 3     | 2      |
| Polska        | 1932    | 1     | 1      |
| Ogólnie       | Ogólnie | 5     | 3      |

| Mecze i gole w reprezentacji | Mecze i gole w reprezentacji | Mecze i gole w reprezentacji | Mecze i gole w reprezentacji | Mecze i gole w reprezentacji | Mecze i gole w reprezentacji | Mecze i gole w reprezentacji      | Mecze i gole w reprezentacji |
| Polska                       | Polska                       | Polska                       | Polska                       | Polska                       | Polska                       | Polska                            | Polska                       |
| Lp.                          | Data                         | Miejsce                      | Przeciwnik                   | Wynik                        | Gol                          | Rozgrywki                         |                              |
| ---------------------------- | ---------------------------- | ---------------------------- | ---------------------------- | ---------------------------- | ---------------------------- | --------------------------------- | ---------------------------- |
| 1.                           | 01.07.1928                   | Katowice, Polska             | Szwecja                      | 2:1                          |                              | towarzyski                        |                              |
| nieoficjalny                 | 02.06.1929                   | Poznań, Polska               | Węgry                        | 5:1                          | Gol · Gol                    | Pucharu Europy Środkowej Amatorów |                              |
| nieoficjalny                 | 04.08.1929                   | Kraków, Polska               | Czechosłowacja               | 2:2                          | Gol                          | Pucharu Europy Środkowej Amatorów |                              |
| nieoficjalny                 | 11.05.1930                   | Budapeszt, Węgry             | Węgry                        | 3:1                          | Gol                          | Pucharu Europy Środkowej Amatorów |                              |
| nieoficjalny                 | 15.06.1930                   | Kraków, Polska               | Austria                      | 3:1                          | Gol                          | Pucharu Europy Środkowej Amatorów |                              |
| 2.                           | 05.07.1931                   | Ryga, Łotwa                  | Łotwa                        | 0:5                          | Gol · Gol                    | towarzyski                        |                              |
| 3.                           | 23.08.1931                   | Warszawa, Polska             | Rumunia                      | 2:3                          |                              | towarzyski                        |                              |
| 4.                           | 11.10.1931                   | Bruksela, Belgia             | Belgia                       | 2:1                          |                              | towarzyski                        |                              |
| 5.                           | 02.10.1932                   | Warszawa, Polska             | Łotwa                        | 2:1                          | Gol                          | towarzyski                        |                              |

### Trenerskie
| 1936             | Cracovia         | A klasa          | 14 | 13 | 1  | 0    | 92.9 |
| 1936             | Cracovia         | baraże           | 12 | 9  | 3  | 0    | 75   |
| 1937             | Polska           | tow.             | 1  | 1  | 0  | 0    | 100  |
| 1938             | Polonia Warszawa | I Liga           | 19 | 9  | 1  | 9    | 47.4 |
| 1939             | Polonia Warszawa | I Liga           | 12 | 5  | 2  | 5    | 41.7 |
| Podsumowanie     |                  |                  |    |    |    |      |      |
| Razem            |                  |                  |    |    |    |      |      |
| Cracovia         | Cracovia         | 26               | 22 | 4  | 0  | 84.6 |      |
| Polska           | Polska           | 1                | 1  | 0  | 0  | 100  |      |
| Polonia Warszawa | Polonia Warszawa | 31               | 14 | 3  | 14 | 45.2 |      |
| Razem w karierze | Razem w karierze | Razem w karierze | 58 | 37 | 7  | 14   | 63.8 |

## Sukcesy

### 1. FC Katowice
- Wicemistrzostwo Polski w sezonie 1927[1]

### Cracovia
- Mistrzostwo Polski w sezonie 1930[71]
- Wicemistrzostwo Polski w sezonie 1934[44]

### Indywidualne
- Król strzelców I ligi w sezonie 1930[23][24]
- Wicekról strzelców I ligi w sezonie 1931[72]

### Wyróżnienia
- Piłkarz roku według ekspertów piłkarskiej encyklopedii Fuji w 1930 roku[1]
- Siódme miejsce w plebiscycie czytelników Przeglądu Sportowego na najlepszego piłkarza 1932 roku (dwadzieścia jeden głosów)[73]

## Życie prywatne
Ze względu na duży wzrost i masę ciała Kossok nosił boiskowy pseudonim „Śląski Olbrzym”. Eksperci i dziennikarze piłkarscy posługiwali się jego nazwiskiem w formie „Kozok”. Był młodszym bratem Romana (1902–1929), który zmarł na skutek postrzelenia w brzuch. Kossok był właścicielem restauracji na Muchowcu. W czasie II wojny światowej przyjął obywatelstwo niemieckie. Był żołnierzem Wehrmachtu w okresie II wojny światowej. Zmarł 11 marca 1946 roku w radzieckiej strefie okupacyjnej Niemiec. Inne źródła podają, jakoby miał umrzeć w 1945 roku w obozie jenieckim.